# Дербес, Жан
Жан Дербес (фр. Jean Derbès; 19 мая 1937, Экс-ле-Бен — 14 мая 1982) — швейцарский композитор французского происхождения.
Сын скрипача. Начал учиться игре на фортепиано в Лионской консерватории, затем продолжил образование в Женевской консерватории у Мадлен Липатти и Никиты Магалова, окончив курс в 1955 году. Затем совершенствовал своё мастерство в Париже у Ивонн Лорио, одновременно изучал там же композицию у Ноэля Галлона и Тони Обена. Также ездил учиться в Германию, к Гельмуту Ролофу. В 1957—1961 гг. концертировал как академический и джазовый пианист.
С 1959 года постоянно жил в Швейцарии. В 1961 году занял второе место на Международном конкурсе исполнителей в Женеве, уступив пальму первенства Дезире Н’Кауа, однако в дальнейшем отказался от исполнительской карьеры ради композиции. Был женат на певице Арлетте Шедель, исполнительницей вокальных партий во многих его произведениях.
Совместно с Жаком Гийоне основал в Женеве Студию современной музыки. В 1968 году выиграл в Женеве международный конкурс балетной музыки со своим произведением «Ману-Тара». Среди других основных сочинений Дербеса — симфоническая поэма «Теорема» (фр. Théorêma; 1982) по мотивам одноимённого фильма Пьера Паоло Пазолини, «Семь мелодий» (фр. Sept mélodies; 1967) на стихи Шарля Бодлера, Inferno interno (1969) для магнитофона и инструментального ансамбля.
Первый альбом с произведениями Дербеса записал в 2010 году Жан-Франсуа Антониоли с Тимишоарским филармоническим оркестром.